# Малое Фоминское (Тверская область)
Малое Фоминское — деревня в Весьегонском муниципальном округе Тверской области России.

## География
Расположена на берегу речки Суховетка в 20 км на юг от районного центра города Весьегонска.

## История
В 1705 году в селе была построена деревянная церковь Тихвинской иконы Божией Матери, в 1856 году построена деревянная Введенская церковь.
В конце XIX — начале XX века село входило в состав Телятинской волости Весьегонского уезда Тверской губернии. 
С 1929 года деревня входила в состав Чамеровского сельсовета Весьегонского района Бежецкого округа Московской области, с 1935 года — в составе Калининской области, с 2005 года — в составе Чамеровского сельского поселения, с 2019 года — в составе Весьегонского муниципального округа. 

## Население
| 1859 | 1889 | 2010 |
| ---- | ---- | ---- |
| 195  | ↗219 | ↘14  |

## Достопримечательности
В деревне расположены перестроенная Церковь Введения во храм Пресвятой Богородицы (2000) и деревянная Церковь Тихвинской иконы Божией Матери (1856).